# Colette Sirat
Colette Salamon (épouse de René-Samuel Sirat), née à Paris, le 2 novembre 1934, est une philosophe juive et paléographe française. Elle est l'épouse du futur grand-rabbin de France épouse René-Samuel Sirat dont elle a trois enfants, avant leur divorce en 1973.
Elle est directrice d'études à l'École pratique des hautes études de Paris et publie de nombreux travaux sur la philosophie juive.

## Biographie
Colette Salamon est née le 11 février 1934 à Paris. Elle est la fille d'Abraham (Boumi) Salamon et de Laura Salamon. Boumi Salamon, originaire de Tchécoslovaquie, arrive en 1924 à Paris, où il est tapissier. En 1927, il retourne en Tchécoslovaquie, pour faire son service militaire, avant de revenir en France définitivement. Laura Salamon est originaire de Transylvanie. Elle arrive à 18 ans, en septembre 1929, à Paris.
À 17 ans, en décembre 1951, Colette Salamon épouse le rabbin René-Samuel Sirat. Il est  né à Bône (l'actuelle Annaba) en Algérie le 13 novembre 1930, est rabbin et professeur (notamment de 1968 à 1996 à l'INALCO où il dirige la section d'études hébraïques et juives de 1965 à 1992), devient grand-rabbin de France de 1981 à 1988, puis grand-rabbin au Consistoire central.

### Enseignante
Elle est directrice d'études à l'École pratique des hautes études, Paris.

### Famille
René-Samuel Sirat et Colette Sirat ont trois enfants: Helène Sirat (épouse Danan, née le 12 décembre 1952 à Neuilly-sur-Seine et morte le 26 juin 2010 dans le 15e arrondissement de Paris,), Gabriel Yeshoua Sirat (né le 13 février 1955 à Toulouse) et Annie Sirat.
Elle divorce en 1973, quand Annie la plus jeune des enfants a 16 ans, car « elle ne s'est pas bien habituée avec la religion. »

## Œuvres
- Colette Sirat, La Philosophie juive au Moyen Âge, selon les textes et les imprimés, CNRS, 1983
- Colette Sirat, « Du rouleau au codex », dans Le Livre au Moyen Âge, Paris, Brepols, 1988, p. 13-45
- (en) Colette Sirat, A History of Jewish Philosophy in the Middle Ages, Cambridge et Paris, Cambridge University Press et éditions de la Maison des sciences de l'Homme, 1996 (1re éd. 1985), 485 p. (lire en ligne), p. 329-330
- Colette Sirat. Nécrologie de Moshé Catane. Bibliothèque de l'École des chartes, 1997, p. 799-801.
- Colette Sirat, Sara Klein-Braslavy, Olga Weijers, Les méthodes de travail de Gersonide et le maniement du savoir chez les scolastiques, Paris, Vrin, 2003, 394 p. (ISBN 2-7116-1601-0, lire en ligne), p. 216
- Colette Sirat et Marc Geoffroy, L'original arabe du grand commentaire d'Averroès au De Anima d'Aristote, Paris, Vrin, coll. « Sic et non », 2005, 136 p. (ISBN 978-2-7116-1749-4, présentation en ligne).

## Honneurs
- Chevalier de la Légion d'honneur
- Commandeur de l'ordre des Palmes académiques (1998)[18]